# Конец (Секретные материалы)
«Конец» (англ. «The End») — 20-й, заключительный, эпизод 5-го сезона сериала
«Секретные материалы». Премьера
состоялась 17 мая 1998 года на телеканале FOX.
Эпизод позволяет более подробно раскрыть так называемую «мифологию сериала», заданную в пилотной серии
Режиссёр — Роберт Гудвин, автор сценария — Крис Картер, приглашённые звёзды — Уильям Дэвис, Крис Оуэнс,
Николас Леа.
В США серия получила рейтинг домохозяйств Нильсена, равный 11,9, который означает, что в день
выхода серию посмотрели 18,76 миллиона человек.
Главные герои серии — Фокс Малдер (Дэвид Духовны) и Дана Скалли (Джиллиан Андерсон), агенты ФБР, расследующие сложно поддающиеся научному
объяснению преступления, называемые Секретными материалами.

## Сюжет
На сцене два шахматиста — один из них русский мастер, а другой — двенадцатилетний мальчик необычного вида по имени Гибсон Прайз. Они увлечены игрой, а аудитория наблюдает за матчем, затаив дыхание. Высоко над толпой, на стальных конструкциях над сценой, снайпер наводит прицел винтовки на затылок ребенка. Стрелок медленно давит пальцем на курок, и в это время мальчик, провозглашая «шах и мат», сползает по спинке стула. Звучит выстрел — русский шахматист падает на пол мертвым.
Тем временем двое вооруженных человек в масках приближаются к домику, где скрывается Курильщик. Сенсоры подают сигнал тревоги, и Курильщик успевает убить одного из непрошеных гостей, затем он скрывается в лесу. Второй человек отправляется по следам Курильщика и, сняв маску, оказывается Алексом Крайчеком.
Скиннер рассказывает Малдеру о смерти русского шахматиста. Оказывается, схваченный снайпер когда-то был членом Национального агентства безопасности. Вести дело поручили агенту Спендеру, который особо подчеркнул, что Малдер не должен принимать участие в расследовании. Несмотря на это, Малдер и Скиннер приходят на брифинг, который проводит Спендер. Просматривая пленку с записью убийства, Малдер приходит к выводу, что целью стрелка был Гибсон, а не русский шахматист, поскольку мальчик совершенно непредсказуемо отодвинулся с линии огня за мгновение до выстрела. Спендер не соглашается с теорией Малдера. Агент Диана Фоули, привлекательная женщина лет тридцати, высказывает предположение, что Малдер прав. Спендер перематывает пленку и приходит к такому же выводу.
Курильщик встречается со Старшими Синдиката. Объявив Гибсона опасным, они просят Курильщика организовать устранение мальчика. Малдер, Скалли и Диана Фоули приходят в психиатрическую клинику к Гибсону. Мальчик отвечает категорическим отказом на предложение Малдера сыграть партию с дешевым шахматным компьютером... наводя агента на мысль, что ребенок, сам не умея играть в шахматы, читает мысли противника. Проведенные тесты подтверждают необыкновенные возможности мозга Гибсона. Позже Малдер приходит в камеру к снайперу. Он предлагает снайперу иммунитет против правосудия в обмен на сотрудничество. Скалли не может не заметить взаимное влечение Малдера и Фоули. Она отправляется к Одиноким Стрелкам, совершенно не ожидавшим такого визита среди ночи, передает Стрелкам результаты тестов, проведенных с участием Гибсона, и просит проанализировать их. Также Скалли просит Стрелков рассказать ей о Диане Фоули. Троица подтверждает, что Диана и Малдер были близки несколько лет назад, когда Малдер окончил Академию и впервые узнал о существовании Секретных Материалов. Скалли возвращается в психиатрическую клинику, чтобы показать Малдеру собранную информацию. Но когда она подходит к палате, в комнате она видит Малдера и Диану... Диана держит Малдера за руку. Скалли, полная противоречивых чувств — личных и профессиональных — уходит из клиники. Когда Малдер спускается в подземный гараж клиники за своей машиной, он видит Спендера, беседующего с Курильщиком. Малдер сильно толкает Спендера в грудь, требуя от агента объяснений. Спендер заявляет, что не знает человека, который подходил к нему, и говорит, что стрелок хочет побеседовать с Малдером. Скалли встречается со Скиннером и Малдером, чтобы рассказать о результатах психиатрической экспертизы Гибсона. Оказывается, что у ребенка в области мозга, называемой психоневрологами "Область Бога", отмечена необыкновенная активность. Малдер считает, что жизнь ребенка в опасности из-за способности, которой обладает мальчик, поскольку она может стать ключом к разгадке тех необъяснимых феноменов, которые и стали Секретными Материалами. Скиннер отмечает, что само существование Секретных Материалов будет поставлено под удар, если он попросит у Генерального Прокурора иммунитет для убийцы. Позже Малдер приходит к стрелку и просит его поделиться информацией, чтобы иметь основания требовать для него иммунитет. Стрелок говорит, что Гибсон является недостающим звеном в цепи — генетическим доказательством связи человека с расой пришельцев. Курильщик приводит свой план в действие. Снайпера находят мертвым в его камере. Вскоре после этого пуля настигает Фоули, когда Диана охраняет Гибсона. Курильщик привозит ребенка к Человеку с Хорошо Ухоженными Ногтями и Крайчеку. Встретив Спендера в Бюро, Малдер прижимает его к стене. Он яростно обвиняет Спендера в том, что агент вместе с Курильщиком организовал похищение Гибсона. Другие агенты оттаскивают Малдера от Спендера. Спендер в ответ заявляет, что дни Малдера сочтены. Позже Скалли говорит напарнику, что идут разговоры о закрытии Секретных Материалов. Той же ночью Курильщик проникает в офис Малдера и забирает папку с делом Саманты Малдер. После этого он встречается со Спендером. Курильщик сообщает агенту, что он его отец. Внезапно звучит пожарная сирена, в коридор выбегают агенты. Курильщик растворяется в толпе. Позже Малдер приходит в своей офис и видит настоящий разгром. Папки с Секретными Материалами выгорели полностью. Скалли обнимает напарника, предлагая ему свою поддержку.